# 13586 Copenhagen
13586 Copenhagen è un asteroide della fascia principale. Scoperto nel 1993, presenta un'orbita caratterizzata da un semiasse maggiore pari a 2,9967983 UA e da un'eccentricità di 0,0787985, inclinata di 9,73988° rispetto all'eclittica.